# 奎尼酸
奎尼酸(英語：Quinic acid，又叫金鸡纳酸或奎宁酸）是一种环己多醇羧酸，能从金雞納樹树皮、咖啡豆以及其它植物产物中提取，能通过绿原酸水解合成。奎尼酸也能影响咖啡的酸度。

## 延伸阅读
- . Quinic acid.   [September 5, 2005]. （原始内容存档于2018-11-11）.
- . Fast Health.   [September 5, 2005]. （原始内容存档于2016-03-03）.
- . History of Xenobiotic Metabolism.   [September 5, 2005]. （原始内容存档于2005年4月12日）.